# Кушеловский Успенский монастырь
Кушеловский (Кошелевский) Успенский монастырь (Монастырь Кушелэука; рум. Mănăstirea Cușelăuca) — женский монастырь Кишинёвской епархии Русской православной церкви возле села Кушеловка Шолданештского района Молдавии.

## История
Обитель основана жительницей села Большие Котюжены Марией Токаносовой (в постриге — Митродора). Первая церковь была построена из дерева. В 1836—1841 годах возведена новая летняя Успенская церковь. Её ктиторами были архимандрит Никандр из Кишинёва и его сестра схимонахиня Ирина, которая впоследствии стала настоятельницей скита. В 1855 году начато строительство зимнего храма во имя святых равноапостольных Константина и Елены. В XIX веке обитель была одной из беднейших в Молдавии. В 1895 году в скиту проживало 53 монахини, во владении было 60 десятин земли.
В 1960 году монастырь закрыт советскими властями. В монастырских строениях разместилась больница для лёгочных больных, а затем там находилась администрация колхоза. В здании летнего храма устроен клуб, а затем его использовали как склад угля. В зимней церкви был инкубатор для птицы. На момент закрытия в монастыре было 200 насельниц.
Возрождение монастыря началось в 1988 году. В 1989 году вновь освящена летняя церковь, в 1992 году — восстановленная зимняя. 27 сентября 2016 года состоялось прославление в лике святых Агафии (Маранчук), которая была послушницей Кушеловского монастыря.